# Prospectus
Cet article concerne le document financier. Pour le sens général, voir tract.

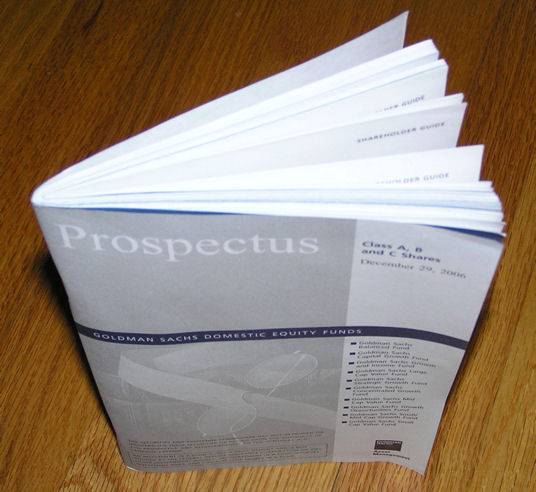
Un prospectus.

En droit des valeurs mobilières et en comptabilité financière, un prospectus est un document qu'une entreprise qui fait un appel public à l'épargne doit obligatoirement soumettre à une autorité réglementaire en valeurs mobilières. Ce document doit obligatoirement contenir une description de l'émetteur, de ses activités et de ses dirigeants, en plus de contenir l'information financière requise par la loi et les circonstances factuelles qui peuvent avoir une influence sur le cours du titre. 